# Jonathan Lundberg (fotbollsspelare)
Jonathan Lundberg, född 27 oktober 1997 i Örebro, är en svensk fotbollsspelare (anfallare) som spelar för Karlslunds IF. 

## Karriär
Lundberg började spela fotboll som junior i Rynninge IK. 2014 gick Lundberg till Örebro SK, där han började i klubbens U19 och U21-lag. 2015 skrev Lundberg på ett tvåårskontrakt med A-laget. 2017 gick hans kontrakt med ÖSK ut och det blev ingen förlängning. Under sina tre år i A-laget fick han totalt göra 11 inhopp i ligaspelet.
Inför säsongen 2018 skrev Lundberg på för Rynninge IK. Den 1 december 2019 värvades han av Karlslunds IF.